# Daljni
Daljni (rus. Дальний), bivši ruski unajmljeni posjed na najjužnijoj točki poluotoka Liaodonga. Nastao u dobu novog imperijalizma. Obuhvaćao je kineski grad Dalian koji je pod upravu nadzor Ruskog Carstva došao 1898. godine sve do ruskog poraza u rusko-japanskom ratu 1905. godine. Od ruskog imena koje označava "udaljeno, daleko", jer je bilo daleko od ruskih matičnih zemalja, japanska kolonijalna vlast to je nemušto preslovila u Dairen, od čega je nastalo današnje kinesko ime, koje je kinesko čitanje japanskog imena. Pod ruskom je upravom Daljni prerastao u živi lučki grad i sve do gubitka 1905. bio je terminalom željeznice pod ruskim nadzorom Kineske pruge. Rusiji je ovo područje bilo od interesa jer su ovdje mogli razviti luke koje se ne zamrzavaju. Pod rusku upravu došao je Sporazumom Pavlova 27. ožujka 1898. godine. Jezici u uporabi u Daljnom bili su ruski kao službeni i mandarinski. Bio je u ruskoj upravnoj jedinici Kvantunškoj oblasti. Službena valuta bila je ruska rublja. Ruskim porazom postao je dijelom teritorijalne koncesije dane Japanu, Kvantunškog unajmljenog teritorija (jap. 關東州, Kantō-shū).
Ostatci sedmogodišnje ruske vladavine su u današnjoj Ruskoj ulici, izvornog imena Inženjerska ulica (rus. улица Инженерная), najstarija ulica u današnjem Dalianu. Sredinom 19900-ih je gradonačelnik Daliana Bo Xilai, predložio obnovu građevina iz ruskog vremena u toj ulici, dodajući nove sagrađene u ruskom stilu te preimenovanjem ulice u Rusku ulicu. Rad na projektu počeo je 1999. godine i dovedeni su ruski arhitekti i ostali stručnjaci. Obnovljeno je osam građevina iz ruskog vremena, uključujući i bivši gradsku vijećnicu Daljnog, podignuto je šest novih građevina a šestorima preostalim građevina dane su ruska pročelja da bi bile u skladu s imenom ulice. Renovirana ulica inaugurirana je 1. listopada 2000. godine.